# Національний парк W
Національний парк W (фр. Parc national du W) — великий національний парк у західній Африці навколо меандри річки Нігер у формі літери W. Парк охоплює території трьох країн Нігеру, Беніну та Буркіна-Фасо та управляється трьома урядами. До 2008 року впровадження регіонального управління підтримувалося проектом ECOPAS. Три національні парки діють під назвою Транскордонний парк W.

## Історія
Національний парк Нігеру W був створений указом від 4 серпня 1954 року, а з 1996 року внесений до списку Всесвітньої спадщини ЮНЕСКО. У Нігері парк внесено до списку національних парків МСОП типу II і він є частиною комплексу заповідників та охоронюваних територій. До них належать прилеглі Даллол-Боссо на східному березі річки Нігер і перекриття меншого «Національного парку W» (Водно-болотні угіддя міжнародного значення (Рамсар). Ці три парки є важливими орнітологічними територіями (IBA) BirdLife International.

## Флора
Всього в парку зареєстровано 454 видів рослин, у тому числі дві орхідеї, що зустрічаються лише в Нігері. Парк є південною межею поширення тигрового куща в Нігері.

## Фауна
Парк відомий своїми великими ссавцями, у тому числі трубкозубом, бабуїном, африканським буйволом, каракалом, гепардом, африканським кущовим слоном, бегемотом, африканським леопардом, західноафриканським левом, сервалом і бородавочником. Парк є домом для деяких з диких африканських слонів західної Африки. Рідкісний західноафриканський жираф, який сьогодні обмежений невеликими частинами Нігеру, відсутній у цьому районі. Парк W також відомий появою зграй західноафриканського дикого собаки, що перебуває під загрозою зникнення, хоч ця собака зараз може вимерти в місцевості.
Парк є одним з останніх осередків північно-західного африканського гепарда . За оцінками, невелика популяція з 25 особин проживає в комплексі охоронної території W.
Національний парк W також відомий своїми популяціями птахів, особливо тимчасово мігруючими видами, у парку виявлено понад 350 видів. Парк був визначений BirdLife International як важлива орнітологічна територія.